# Unguentarium

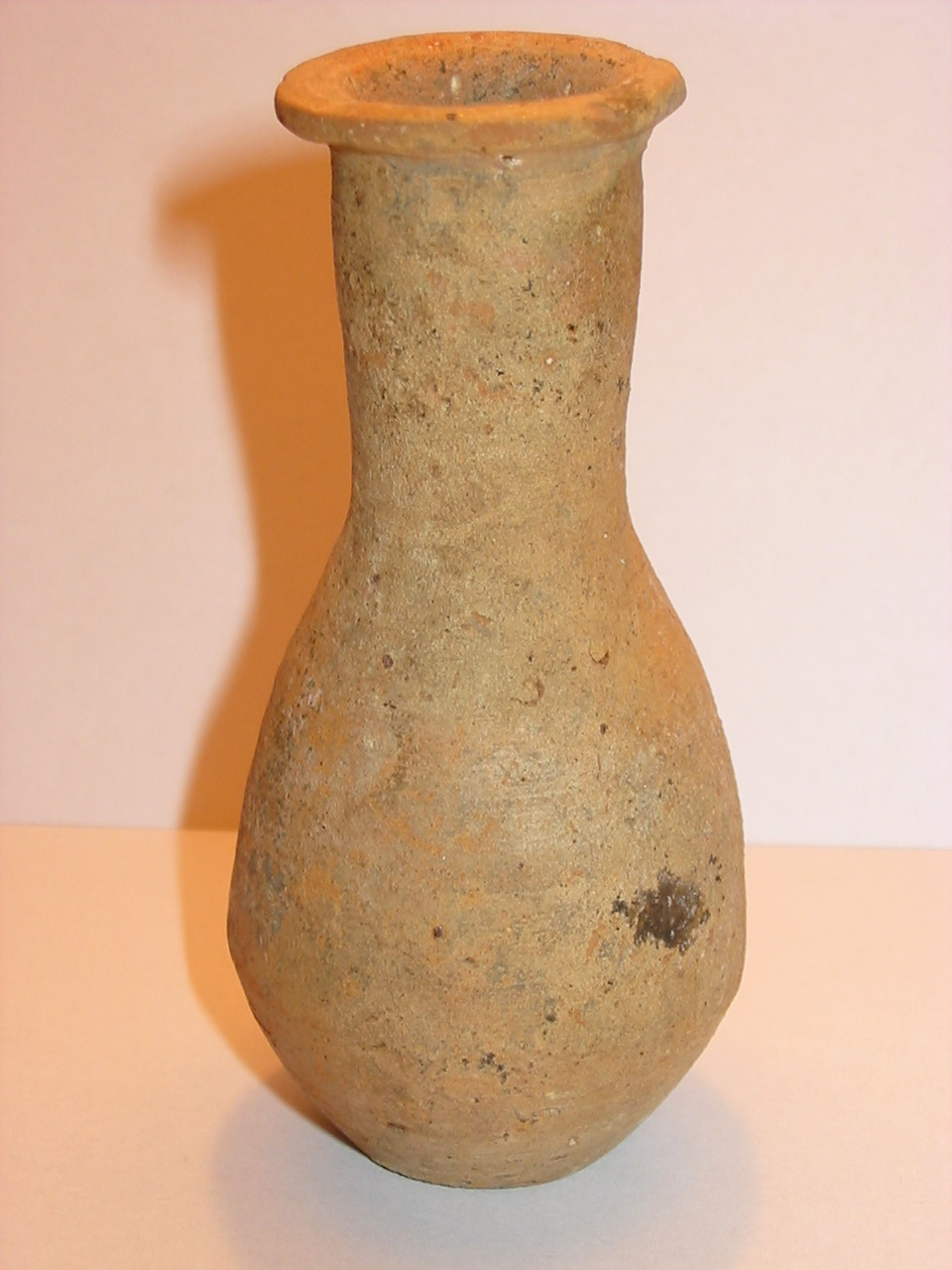
Ceramiczne unguentarium palestyńskie z czasów Jezusa

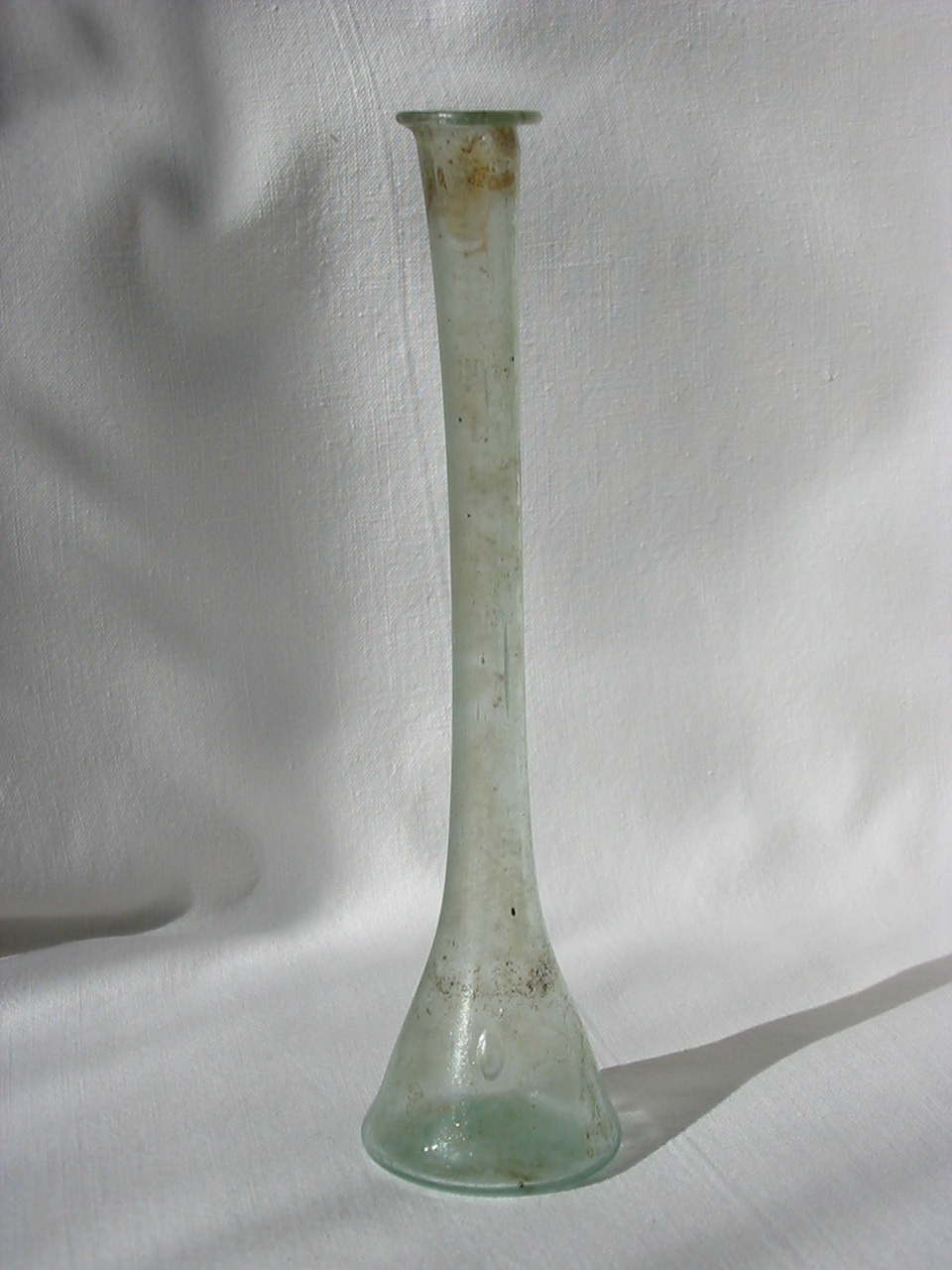
Rzymskie szklane unguentarium (lacrimatorium) z II–III wieku

Unguentarium (łac. lm unguentarii; także balsamarium, lacrimatorium) – niewielkie naczynie szklane lub ceramiczne, służące w starożytności do przechowywania płynnych wonności i oleistych pachnideł toaletowych. Zazwyczaj miało kształt flaszeczki lub amforki; wykonywano je też w innych, niekiedy bardzo szczególnych formach.

## Nazewnictwo
Określenie to pochodzi od łac. unguen (unguentum) względnie od balsamum – substancji używanych podczas ceremonii pogrzebowych. Szklane unguentaria z epoki rzymskiej długo nosiły błędną nazwę lacrimatoriów (od lacrima – łza): sądzono bowiem, że służyły do zbierania łez żałobników – być może w błędnym zrozumieniu biblijnego zwrotu. Jako dary włączano je do inwentarza grobowego, dlatego licznie znajdowane są w późniejszych pochówkach greckich (IV/III w. p.n.e.– połowa I wieku p.n.e.), a zwłaszcza rzymskich.

## Typologia
Unguentaria greckie wytwarzano z gliny; pozbawione zdobień (czasem z dekoracją linearną), nierzadko pokrywane angobą lub pokostem, zwykle miały kształt butelkowaty lub amforkowaty, będąc wyposażone w niewielką stopkę. W okresie hellenistycznym pojawiły się jako smukłe naczynka o kształcie wrzecionowatym. Znajdowane w późnogreckich pochówkach balsamaria wytwarzano także ze szkła. Prawdopodobnie na ogół wyposażano je w zabezpieczające zawartość zatyczki (korki), również z uwagi na niestabilność tych form. 
W epoce rzymskiej obok unguentariów ceramicznych coraz liczniej pojawiały się wyroby ze szkła, które upowszechniły się w II-III stuleciu. Jeśli w okresie wczesnym przeważały w nich proste formy (rurkowate i flaszeczkowate) o niewielkich wymiarach (kilkucentymetrowe), to później unguentaria stopniowo zwiększały wymiary (do kilkunastu centymetrów wysokości), a ich kształt ulegał wysmukleniu i urozmaiceniu. Rozpowszechniona w rozmaitych wariantach była zwłaszcza forma o bulwiastym lub stożkowatym zbiorniku i długiej, wąskiej szyjce z niewielkim, lekko rozchylonym wylewem. Coraz większemu zróżnicowaniu i wzbogaceniu ulegała również ich kolorystyka i modelowanie: produkowane licznie ze szkła barwnego, odlewano w matrycach, nadających np. kształt owocu, ludzkiej głowy itp. Szczególną odmianą szklanych balsamariów są dwupojemnikowe tzw. dilekyty. Zróżnicowana była też jakość materiałowa balsamariów: od cienkościennych wytwarzanych ze szkła o znacznej czystości i przejrzystości w początkach i w czasach rozkwitu cesarstwa – do wyrobów ze szkła pogrubionego i zanieczyszczonego w jego okresie schyłkowym (koniec III–IV w. n.e.).